# Jean-François Leterme-Saulnier
Jean-François Leterme-Saulnier est un homme politique français né le 28 février 1761 à Laval (Mayenne) et décédé le 22 juillet 1840 à Paris.
Négociant en vins à Angers, il devient officier municipal, puis entre au comité révolutionnaire en 1793. Membre de l'administration du département, il en devient président en l'an IV et est élu député de Maine-et-Loire au Conseil des Cinq-Cents le 25 germinal an VII. Il est conseiller de préfecture de 1800 à 1814, puis sous-préfet d'Angers pendant les Cent-Jours, en 1815. Juge au tribunal de commerce en 1818, il redevient conseiller de préfecture en 1819, et occupe l'intérim de la préfecture en août 1830. Il prend sa retraite en 1840.

## Sources
- « Jean-François Leterme-Saulnier », dans Adolphe Robert et Gaston Cougny, Dictionnaire des parlementaires français, Edgar Bourloton, 1889-1891 [détail de l’édition]